# 김재용 (배우)
김재용(1994년 2월 13일 ~ )는 대한민국의 가수이자 배우이다. 보이 그룹 헤일로의 멤버였다.

## 출연

### 텔레비전 드라마
- 2018년 KBS2 월화드라마 《우리가 만난 기적》 - 마오 역
- 2019년 MBC 수목드라마 《하자있는 인간들》 - 주서준 역
- 2022년 tvN 월화드라마 《고스트 닥터》 - 이선호 역
- 2024년 MBN 금토드라마 《나쁜 기억 지우개》 - 윤테오 역

### 영화
- 2022년 《어부바》 - 성인 노마 역 (특별출연)